# Will Allen Dromgoole
Will Allen Dromgoole (ur. 26 października 1860 w Murfreesboro w stanie Tennessee, zm. 1 września 1934) – prozaiczka i poetka amerykańska. 
Jej rodzicami byli John Easter i Rebecca Mildred Blanch Dromgoole’owie. W 1876 ukończyła szkołę dla dziewcząt w Clarksville w Tennessee. Potem studiowała w New England School of Expression w Bostonie w Massachusetts. Studiowała też prawo. Przez pewien czas pracowała jako nauczycielka. Założyła Waco Women's Press Club. W czasie I wojny światowej jako jedna z pierwszych kobiet służyła w rezerwie marynarki wojennej (United States Naval Reserve) jako instruktorka patriotyczna. Była niezwykle produktywną autorką. Pisała powieści i dramaty, jak również poezje liryczne. Napisała 7500-8000 wierszy. Jej najbardziej znanym utworem jest powieść The Island of the Beautiful z 1911. Opublikowała również Heart of Old Hickory (1891), The Farrier's Dog and His Fellow (1897),  Further Adventures of the Fellow (1898), Valley Path (1898), Three Little Crackers (1898), Hero Chums (1898), Rare Old Chums (1898), A Boy's Battle (1898), Cuich, and Other Tales of Tennessee (1898), A Moonshiner's Son (1898), Harum-Scarum Joe (1899) i The Battle on Stone River (1899). Z kolei jej najpopularniejszym wierszem jest The Bridge Builder.